# ديفيد خيمينيز
ديفيد خيمينيز (بالإسبانية: David Jimenez)‏ (15 أبريل 1992 في كوستاريكا - ) هو ملاكم كوستاريكي، صنّف ضمن فئة وزن الذبابة الخفيف ‏.